# Wojciech Müller
Wojciech Müller (* 13. März 1947 in Posen; † 15. August 2018 ebenda) war ein polnischer Maler, Graphiker und Bildhauer.

## Werdegang
Müller studierte bis 1972 an der Akademie der Bildenden Künste (PWSSP) in Posen Malerei und Graphik. Er unterrichtete ab 1974 an der Akademie und war von 1990 bis 1996 sowie von 2002 bis 2008 deren Rektor. In den 1970er Jahren war er Leiter der Bildhauergruppe Od Nowa, die zahlreiche Open-Air-Ausstellungen veranstaltete. Für seine eigenen graphischen Arbeiten schuf er eine Technik, die auf Fotografie, Projektionen, Videoaufzeichnungen und Drucktechniken basierte. Er hatte mehr als fünfzig Einzelausstellungen und war an über dreihundert Gruppenausstellungen beteiligt. Müller betätigte sich auch als Bühnenbildner.